# Омук-Кюель (Среднеколымский улус)
Омук-Кюель (также Омук-Кюёль) — озеро на северо-востоке Якутии, в Среднеколымском улусе. Расположено в юго-западной части Колымской низменности, севернее озера Чонгкуя, в левобережье реки Чугас-Сяне. Имеет округлую форму с крупным заливом на северо-востоке, берега слабо изрезаны, низкие, местами заболоченные, поросшие  мхом, ягелем и морошкой. На востоке и северо-западе к озеру подступает угнетённая тайга. Замерзает в октябре, вскрывается в июне. Острова на водоёме отсутствуют. На западе вытекает река Омук-Кюель-Сян (относится к бассейну Алазеи).
Площадь озера составляет 53,5 км². Площадь водосбора — 258 км². Длина озера около 10,4 км, максимальная ширина достигает 9 км. Находится на высоте 24 м над уровнем моря.
Ближайший населенный пункт, село  Алеко-Кюёль, расположен примерно в 7 км к западу.